# Abdulnabi Ghayem
Œuvres principales
- Dictionnaire moderne arabe-persan
- Dictionnaire intermédiaire arabe-persan

Abdulnabi Ghayem est un écrivain iranien né à Abadan (Khouzistan) le 24 avril 1956.

## Biographie
Abdulnabi né le 24 avril 1956, dans la ville d'Abadan de la région du Khouzistan iranien, qui est situé sur la rive nord du Chatt-el-Arab. Il a terminé ses études primaires et secondaires dans cette petite ville, et a obtenu un diplôme de fin d'études secondaires ou il pouvait ensuite rejoindre l'Université de Djoundi Sabor à Ahvaz dans la spécialité économique.
En 1980, il a terminé ses études supérieures. puis, il est devenu titulaire d'une Maîtrise en administration des affaires de l'Université des sciences et des enquêtes à la même ville.